# 上新蹄兔
上新蹄兔（Pliohyrax）是相信自上新世滅絕的蹄兔目，是大型蹄兔目之一，與象及海牛較為接近。牠們的體型較現今的蹄兔目大很多，但並非科內最大的成員。